# Giuseppe Breccia Fratadocchi
Giuseppe Breccia Fratadocchi (Montefiore dell'Aso, 18 novembre 1898 – Roma, 28 dicembre 1955) è stato un ingegnere e architetto italiano.

## Biografia
Nasce in una famiglia della borghesia marchigiana. Il nonno materno Giacomo Cordella e la nonna paterna Filomena Amici, entrambi pittori, probabilmente contribuiranno a sviluppare il senso artistico del giovane Giuseppe. Nel 1918, dopo essersi licenziato al liceo classico di Fermo, si iscrive alla Scuola di Applicazioni per gli Ingegneri di Roma.
Il 5 novembre 1924 sposa la romagnola Lucia Manzoni, dalla quale avrà quattro figli. 
La prima opera realizzata è l'Asilo Infantile del Comune di Montottone per al Congregazione di Carità. 
Nel 1926 s'iscrive all'Albo degli Ingegneri ed Architetti.

## Opera
L'attività professionale di Giuseppe Breccia Fratalocchi si svolge sullo sfondo della Roma di fine anni Venti e anni Trenta, un periodo di vivace trasformazione dell'architettura e della cultura urbanistica, per poi concludersi nel primo decennio del dopoguerra.
La formazione alla scuola di Gustavo Giovannoni lo prepara ad affrontare complessi interventi in importanti edifici storici:  il restauro del castello di Porto 1930, di Palazzo Alberini (1940); nel dopoguerra, il restauro del Palazzo Capranica (1952-1953) e soprattutto la ricostruzione della Abbazia di Montecassino (1948 - 1955). 
Le opere romane, il noviziato della Congregazione delle Suore Domenicane in via Massini (1933), la scuola elementare Fratelli Bandiera (1935), il Pensionato Universitario in Piazzale delle Scienze (1936) segnano le tappe di un percorso costantemente teso a rinnovare una personale identità di architetto. Importanti corollari dell'esperienza romana sono realizzati a Loreto, a Fermo, a Cassino. 
Al pari di altri professionisti meno noti che operarono nello stesso periodo, Giuseppe Breccia offre con la sua opera un felice punto di osservazione sulla cultura e sul costume di un'opera.